# Muscle crémaster
Pour les articles homonymes, voir Cremaster.
Le  muscle crémaster est un muscle pair et symétrique de l'abdomen. Il n'est pas identique chez l'homme et chez la femme. Il provient du muscle oblique interne de l'abdomen et du tendon conjoint quel que soit le sexe.

## Muscle féminin
Chez la femme le muscle crémaster est très peu développé. Il accompagne le ligament rond de l'utérus dans le canal inguinal pour se terminer dans les grande lèvres.

## Muscle masculin

### Description
Chez l'homme, le muscle crémaster est un muscle mince accompagnant le cordon spermatique dans le canal inguinal et formant une tunique musculeuse au scrotum. Il est constitué de deux faisceaux : un faisceau latéral et un faisceau médial.
Le faisceau médial nait du tendon conjoint et descend dans le scrotum sur la face médiale du testicule.
Le faisceau latéral vient du muscle oblique externe et descend sur la face latérale du testicule.
Les deux faisceaux se trouvent à l’extérieur du fascia spermatique interne mais à l’intérieur du fascia spermatique externe. 

### Innervation
Le muscle crémaster est innervé par la branche génitale du nerf génito-fémoral.

### Fonction
Dans un environnement froid, le crémaster se contracte et rapproche les testicules du corps pour les réchauffer. Quand il fait plus chaud, le crémaster se détend, permettant aux testicules de se refroidir.  C’est une fonction importante chez l’humain, car la spermatogenèse n’est efficace qu’à certaines températures et n’est pas possible à 37 °C.
Ce muscle travaille avec le muscle dartos.

## Aspect clinique
Le réflexe crémastérien permet de vérifier l'intégrité de la racine nerveuse de la deuxième vertèbre lombaire.
En frottant la partie interne supérieure de la cuisse, le testicule du même homolatéral se soulève.